# Eisstadion Mellendorf
Das Eisstadion Mellendorf (offiziell aufgrund von Sponsoring ARS Arena, früher auch Ice-House Mellendorf, Hus de Groot Eisarena) ist ein Eisstadion im Ortsteil Mellendorf der Gemeinde Wedemark in der Region Hannover. Sie hat ein Fassungsvermögen von 2600 Plätzen, davon 2184 Stehplätze und 416 Sitzplätze. Namensgeber und Sponsor ist seit September 2022 die Recyclingfirma ARS GmbH aus Schwarmstedt.

## Geschichte
Das Stadion ist die Spielstätte des in der Wedemark beheimateten Eishockeyklubs Hannover Scorpions, dessen gleichnamiger Vorgänger seit 1996 in der DEL, anfangs in diesem Stadion, später auch in der wesentlich größeren TUI Arena in Hannover spielte und im Jahr 2010 deutscher Meister wurde. 2013 lösten die Scorpions sich inklusive Verkaufs der DEL-Lizenz auf, gründeten sich im selben Jahr neu bzw. wieder und spielen seither in der drittklassigen Oberliga Nord. Nach einem Intermezzo in der Eishalle Langenhagen und einer „Wiedervereinigung“ mit den Wedemark Scorpions spielen sie seit 2017 wieder in Mellendorf.
Auch der Mutterverein ESC Wedemark Scorpions e. V. betreibt seine Vereinsarbeit im Jugend- und Amateurbereich im Eisstadion. Außer Eishockey werden auch Eislauf, Eisstockschießen, Kurse und verschiedene Unterhaltungsveranstaltungen angeboten. Das Stadion ist üblicherweise von Anfang September bis Ende März geöffnet. Im Sommer wird das Stadion teilweise kostenlos zum Inlineskaten genutzt, auch in dieser Sportart werden zusätzlich Kurse angeboten.
Das Stadion entstand seit 1974. In diesem Jahr wurde die Eisfläche unter freiem Himmel neben dem Freibad in Mellendorf errichtet, 1977 folgten die Überdachung sowie die erste Tribüne für 1200 Zuschauer. Ein weiterer Ausbau fand im Jahr 1995 statt, bei dem u. a. die Westtribüne als Balkon errichtet wurde. Seit dem letzten Umbau fasst das Stadion 2600 Zuschauer (davon 2200 Steh- und 400 Sitzplätze). Das Areal umfasst mittlerweile neben einer Vielzahl an Kabinen auch eine Garage für die Eismaschine, ein Büro mit integriertem Ticket-Shop, einen Gastronomiebereich sowie zwei VIP-Bereiche.
Im August 2017 übernahm die Baufirma hus de groot aus Mellendorf die Namensrechte an der Spielstätte für zunächst zwei Jahre. 2022 erwarb die ARS GmbH das Namensrecht.